# نادي دارنس
نادي دارنس الليبي هو نادي كرة قدم ليبي، تأسس في عام 1958، في درنة، ليبيا. و صنف بِأنهُ نادي درنه الأول يلعب في الدوري الليبي الممتاز
بطولة الدوري الليبي الحادي عشر لكرة القدم للموسم الرياضي 1978-1979 والذي توقف فيه الدوري وكان دارنس متصدر الدوري حيث قامت الجمعية العمومية بالاتحاد العام الليبي لكرة القدم اليوم الموافق 14-10-2024 بالتصويت بالإجماع ب 116 صوت على منح البطولة لنادي دارنس بناء على مطالبات ادارات النادي لهذا الحق على مدار سنوات سابقة وبهذا يكون دارنس ( الأوراس سابقاً) بطل الدوري الليبي للممتاز لكرة القدم للموسم الرياضي 1978-1979.
أندية المنطقة الغربية منطقة طرابلس: النادي الأهلي طرابلس - نادي الإتحاد الليبي - نادي المدينة الرياضي - نادي الوحدة الليبي - نادي الظهرة - نادي الشرطة الليبي - نادي النهضة - نادي الاتحاد العسكري- نادي عقبة
أندية المنطقة الشرقية منطقة بنغازي : نادي الأهلي بنغازي - نادي النصر - نادي التحدي - نادي الهلال الليبي - نادي الأفريقي درنة - نادي الصقور طبرق بدوري الجماهيرية العام لكرة القدم وهو الدوري الأول الموحد من مجموعة واحدة على مستوى ليبيا الذي يظم 16 فريق من المنطقة الغربية والشرقية في ليبيا .

## تاريخ النادي
جاءت تسمية النادي بدارنس نسبة إلى اسم مدينة درنة القديم.وكان أحياء لفريق دارنس الذي تكون سنة 1934 وانتهى في 1939م. حيث قام الهواري عبد الحفيظ ساسي بإنشاء نادي رياضي ثقافي في مدينة درنة توسيعاً لمساحة الرياضة واحتضاناً للحركة الثقافية في المدينة. وفي مايو 1958م تحصل على رخصة ثانية لإقامة نادي جديد سمي دارنس (إحياء لفريق دارنس لكرة القدم).

## إنجازات النادي
- بطل الدوري الليبي الممتاز 1978/1979 و الذي منح له سنة 2024 بقرار من الجمعية العمومية للإتحاد الليبي لكرة القدم حيث أن النادي كان متصدرا للبطولة حين إلغائها
- بطل دوري الدرجة الثانية موسم 2009/2010

## مواقع خارجية
- الموقع الرسمي لنادي دارنس
- الصفحة الرسمية للنادي على فيس بوك